# Tengah Padang (Talang Empat)
Tengah Padang is een bestuurslaag in het regentschap Midden-Bengkulu van de provincie Bengkulu, Indonesië. Tengah Padang telt 1205 inwoners (volkstelling 2010).